# کوشک هشت ضلعی
کوشک هشت ضلعی مربوط به اواخر دوره قاجار است و در کرمان، خیابان مدیریت، جنب خیابان سجاد، سمت چپ واقع شده و این اثر در تاریخ ۲۲ مرداد ۱۳۸۴ با شمارهٔ ثبت ۱۳۲۷۳ به‌عنوان یکی از آثار ملی ایران به ثبت رسیده است.